# Virginia Apgar

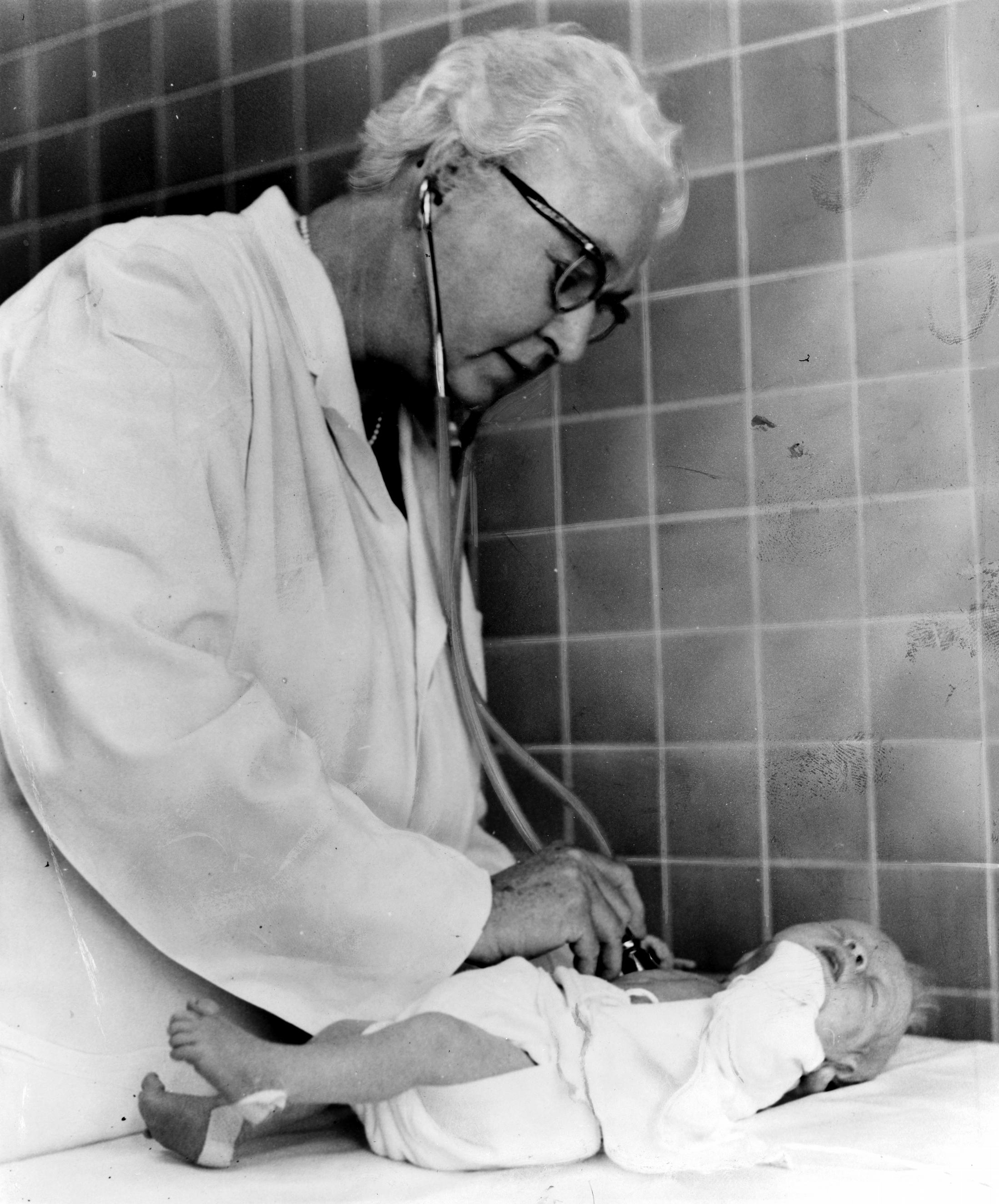
Virginia Apgar

Virginia Apgar (* 7. Juni 1909 in Westfield, New Jersey; † 7. August 1974 in New York City) war eine US-amerikanische Chirurgin und Anästhesistin. 1952 entwickelte sie den noch heute weltweit gängigen Apgar-Score.

## Leben
Virginia Apgar wurde als jüngstes von drei Kindern und einzige Tochter von Helen und Charles Apgar geboren. Der Vater war Versicherungsagent. Da beide Eltern musikalisch interessiert waren, erhielt sie Violinunterricht; dem Instrument sollte sie auch später treu bleiben. Bereits in ihrer Schulzeit wollte sie Medizin studieren. Nachdem sie 1925 die High School in Westfield beendet hatte, besuchte sie das Mount Holyoke College, das sie als eine der besten Schülerinnen mit einem Bachelor in Zoologie verließ. Sie galt als vielseitig interessierte Studentin, betrieb sieben Sportarten und war als Reporterin und Schauspielerin tätig.

### Chirurgie
1929 begann sie ihr Medizinstudium am Columbia University College of Physicians and Surgeons in New York. 1933 gehörte sie zu den ersten Frauen, die dort das Examen ablegten. Ihre anschließende Assistenzzeit absolvierte sie am NewYork-Presbyterian Hospital. Nach zwei Jahren hatte sie mehrere hundert Operationen erfolgreich durchgeführt und galt als vielversprechende chirurgische Begabung. Trotzdem riet ihr Mentor Allen Oldfather Whipple ihr von der Chirurgie ab, weil die Berufsaussichten für Frauen schlecht waren. Keine seiner Assistentinnen konnte bis dahin von ihrem Beruf leben. Virginia Apgar legte diese Tatsache durchaus nicht nur den Männern, sondern auch den Frauen zur Last:

„Frauen wollen nicht von einer Chirurgin operiert werden. Nur Gott weiß, weshalb.“

### Anästhesiologie
Whipple riet ihr zur damals neuen Anästhesiologie, die bis dahin nur von Pflegekräften und Chirurgen betrieben wurde.
Bei den komplizierten und langwierigen Eingriffen wurden gut ausgebildete Spezialisten benötigt. So wurde Apgar 1938 die erste Leiterin der Anästhesieabteilung der Columbia University. Hier legte sie die Grundlagen für ein neues akademisches Fachgebiet der Medizin. Als 1949 die Abteilung in ein eigenständiges Department umgewandelt wurde, bekam ein männlicher Kollege die Leitung. Als Entschädigung ernannte die Columbia-Universität Virginia Apgar zur ersten Professorin für Anästhesiologie der Vereinigten Staaten.

### Neonatologie
Aufgrund ihrer Erfahrungen und Beobachtungen in der Anästhesie und Geburtshilfe erkannte Virginia Apgar bald, dass das Leben vieler Neugeborener gerettet werden könnte, wenn man sie sofort nach der Geburt untersucht und behandelt hätte. Zur damaligen Zeit wurde das Neugeborene häufig von den unerfahrensten Mitgliedern im geburtshilflichen Team betreut, noch nicht einmal das Freimachen der Atemwege und eine Sauerstoffgabe waren etabliert. Eine einheitliche Definition, wann ein Neugeborenes als „normal“ einzustufen, oder Richtlinien, ab wann es zu reanimieren ist, gab es nicht. Apgar setzte sich dafür ein, dass eine Gefährdung des Neugeborenen frühzeitig erkannt wurde und dadurch eine bessere Therapie in die Wege geleitet werden konnte. Sie sorgte für Schulungen des geburtshilflichen Teams in Anästhesie, entwarf Behandlungsrichtlinien für asphyktische Neugeborene. Einer Erzählung zufolge soll sie zu dem von ihr entwickelten Apgar-Schema durch die Frage eines Assistenten angeregt worden sein. Dieser fragte sie: „Wie könnte man systematisch und schnell den Zustand eines Neugeborenen feststellen?“ Daraufhin soll sie auf ein Papier folgendes geschrieben haben: 1. Heart Rate (Herzfrequenz) 2. Respiration (Atmung) 3. Muscle tone or activity (Muskeltonus und Aktivität) 4. Reflex irritability (Reflexantwort auf Stimulation) 5. Colour (Hautfarbe). Dies waren die Kriterien, mit denen Anästhesisten damals ihre narkotisierten Patienten beurteilten. Sie entwickelte diese Kriterien weiter, ordnete jeder Ausprägung einen Punktwert von null bis zwei zu und schuf damit ein System, mit dem man relativ objektiv und damit vergleichbar den Zustand eines Neugeborenen einschätzen konnte.
Dieses Bewertungssystem stellte sie auf dem 27. Jahreskongress der amerikanischen Anästhesisten 1952 in Palm Beach vor. Zuvor hatte sie seine Aussagekraft an mehr als eintausend Neugeborenen überprüft. 1953 veröffentlichte sie ihre Ergebnisse und abgeleitete Vorschläge in der Zeitschrift Current Researches in Anesthesia and Analgesia und dem Titel „A Proposal for a New Method of Evaluation of the Newborn Infant“. Ihr Bewertungsindex fand überraschend schnell Anerkennung und verbreitete sich innerhalb weniger Jahre in den gesamten Vereinigten Staaten und Anfang der 1960er Jahre auch in Europa.
In den USA wurde 1963 ein Merkspruch durch Joseph Butterfield eingeführt, der ihren Nachnamen verwendet. Die Interpretation der Buchstaben von „APGAR“ als Backronym kann bei den verschiedenen Merksprüchen, auch in verschiedenen Sprachen, jeweils eine unterschiedliche Bedeutung annehmen; dies ist jedoch nicht von Nachteil, da den fünf Kriterien keine Reihenfolge zugeordnet ist.

### Spätere Jahre
Ende der 1950er Jahre ließ Apgar sich beurlauben und studierte an der Johns Hopkins School of Public Health, wo sie 1959 mit einem „Master of Public Health“ abschloss. Direkt danach übernahm sie den Vorsitz der March-of-Dimes Stiftung, einer gemeinnützigen Organisation für Schwangerschafts- und Säuglingsgesundheit. Apgar war aufgrund ihrer langjährigen Erfahrung besonders geeignet für diese Position: Sie war bei rund 17.000 Geburten dabei gewesen, war Expertin in dem noch jungen Fach Neonatologie, eine hervorragende Lehrerin und Rednerin. Daneben bemühte sie sich unermüdlich, Mittel für diese Stiftung zu beschaffen. Es gelang ihr, die Jahreseinnahmen von 19 Mio. Dollar bei ihrem Amtsantritt auf 46 Mio. zu erhöhen. Zwischen 1960 und 1974 bereiste sie die ganze Welt, um Spenden zu beschaffen, und trieb die Forschung der Perinatologie voran. Sie leistete damit einen wichtigen Beitrag zur Verhinderung von Geburtsschäden. Neben zahlreichen Beiträgen für Zeitschriften und Magazinen und mehr als 60 wissenschaftlichen Artikeln schrieb sie zusammen mit Joan Beck ein Buch für Schwangere mit dem Titel „Is My Baby All Right?“
Virginia Apgar blieb ledig. Auf die Frage, weshalb sie nie geheiratet habe, erklärte sie einmal: „Ich habe eben keinen Mann gefunden, der kochen kann.“ Ab 1973 musste sie ihre Tätigkeit wegen einer Lebererkrankung zunehmend reduzieren; 1974 erlag sie schließlich einer Leberzirrhose.
20 Jahre nach ihrem Tod gab der United States Postal Service eine Briefmarke mit ihrem Porträt heraus. Virginia Apgar wurde 1995 in die National Women’s Hall of Fame aufgenommen. Am 7. Juni 2018 widmete ihr Google zum 109. Geburtstag ein Google Doodle.

## Auszeichnungen und Ehrungen
- 1966 Distinguished Service Award der American Society of Anesthesiologists[5]
- 1973 Alumni Gold Medal for Distinguished Achievement des Columbia University College of Physicians and Surgeons[5]
- 1973 Ralph M. Waters Award der American Society of Anesthesiologists[5]
- 1973 Woman of the Year in Science des Ladies Home Journal[5]
- 1994 Sonder-Briefmarke des United States Postal Service zu Ehren Apgars[5]
- 1995 Aufnahme in National Women’s Hall of Fame[5]

## Publikationen
- Infant resuscitation. (1957). In: Conn. Med. 71 (2007), S. 535–553.